# 杉坊照算
杉坊 照算（すぎのぼう しょうさん、? - 天正13年〈1585年〉）は、安土桃山時代の人物。紀伊国根来寺の子院・杉坊の院主。津田小監物算長の次男で、兄に津田監物算正、弟に津田自由斎がいる。院名の杉坊は、杉之坊や杉の坊、杉ノ坊とも書かれる。

## 略歴
杉坊明算の跡を継ぎ、根来寺の有力子院・杉坊の院主となる。
天正5年（1577年）、織田信長が紀伊の雑賀衆を攻めた際、根来寺は杉坊（照算）が中心となって信長へと味方した（雑賀攻め）。同年2月、上洛した照算は信長に協力を申し出、現地の様子を伝えている。織田軍の雑賀侵攻時、照算はその案内を務め、3月には織田信張とともに和泉佐野城の守備を命じられた。根来寺はこの後も信長に従い、紀伊・和泉・河内においてその勢力を維持した。
天正8年（1580年）、本願寺顕如が信長と講和し、大坂から紀伊雑賀の鷺森に移る。同年4月、鷺森下向に尽力したとして、顕如から泉識坊・杉坊照算に対して礼が伝えられた。同年6月、雑賀衆の土橋春継・胤継と根来寺の泉識坊快厳・杉坊照算は、顕如を支持し、大坂に残る教如（顕如の子）に味方しないとする起請文を織田方へ提出している。
天正9年（1581年）に京都で行われた馬揃えには、他の根来寺衆らとともに杉坊（照算）も参加している。
天正10年（1582年）に信長が死去すると、根来寺は羽柴秀吉と対立した。天正11年（1583年）、根来寺や粉河寺・雑賀衆などの「紀州一揆」が和泉へ攻め入り、岸和田城に在城する秀吉家臣・中村一氏と戦っているが、「紀州一揆」の大将の1人として杉坊（照算）の名があった（『中村一氏記』）。
天正13年（1585年）3月、羽柴秀吉の大軍が和泉にある根来・雑賀方の城を落城させ、紀伊へと攻め入る（紀州征伐）。3月23日、放火または自焼により、根来寺は一部の堂塔を残して焼け落ちた。『津田家系譜』によると照算は、この天正13年（1585年）に討死したという。